# 方啓參
方啟參（16世紀—16世紀），字少岳，湖廣岳州府巴陵縣人，明朝政治人物。

## 生平
方啟參個性敏達廉慎，嘉靖七年（1528年）戊子科湖廣鄉試第六十五名舉人，任臨洮知府，二十年（1541年）改贛州同知，二十五年（1546年）調鎮江同知，陞河東鹽運使，在當地修城不擾民，平均給引鹽，府民建祠祭祀他，隆慶元年（1567年）陞長蘆鹽運使，陞山東布政使司右參政，管長蘆鹽運司事，四年（1570年）請求退休，回鄉閉戶著書，不再接受徵召，著有《楚瀾澳》、《漁溪》等。

## 家族
父方賓，弘治二年舉人。
弟方啟念，劍州知州，個性剛直不屈。

## 引用
1. 1 2  光緒《巴陵縣志·卷二十八·人物志一》：方啟參 《湖廣通志》作啟泰，方賓子，字少岳，嘉靖戊子鄉舉，厯官 贛州同知，見《贛州府志》 河東都轉運使、山東右參政，性敏達廉慎 啟參族譜別傳：自言自涉世途，循性任事，時有趨向，執介如石，乞歸閉門著述 《方氏家乘》：所輯甚豐，今所存有《楚瀾澳》、《漁溪》諸集，隆慶初再召用，連疏乞歸。弟啟念，劍州知州，剛直不屈。 《通志》
2. ↑  雍正《山西通志·卷八十六·名宦四》：方啟參，巴陵人，嘉靖間為運使，節己勤民，修城而一人不擾，掣引而三場均給，葺禁垣捕私販，民建祠以祀。
3. ↑  四庫全書《畿輔通志·卷五十九·職官》：長蘆鹽運使……隆慶……方啟參 巴陵人舉人
4. ↑  《明穆宗莊皇帝實錄·卷四十三》：（隆慶四年三月癸未）山東布政使司右參政管長蘆運司事方啟參引疾乞休，許之。
5. ↑  光緒《湖南通志·卷一百七十·人物十一》：方啟參，字少岳，巴陵人，嘉靖戊子鄉舉，累官山東右參政，敏達廉慎，致仕歸，閉戶著書，隆慶初再召不起。 《楚風補》